# Wütend wälzt sich einst im Bette
Wütend wälzt sich einst im Bette (česky Zuřivec se zběsile převaluje v posteli), známá též jako Kurfürst Friedrich, je falcká humoristická studentská píseň z roku 1887, pojednávající o Fridrichu IV. Falckém, otci českého krále Fridricha Falckého.

## Vznik skladby
Text ke skladbě napsal August Schuster (1860–1926) a následně v roce 1887 hudbu zkomponoval Karl Hering (1819–1889). Skladbu vytvořili na základě textů osobního deníku Fridricha IV. kurfiřta Falckého kurfiřtství, během jejich studia na Univerzitě v Jeně. Fridrich IV. známý titulem „Upřímný“, byl široce známý jako požitkář, jehož život sestával z hodování, lovu a oddávání se hazardu a pití, avšak v jednání byl čestným. Slova písně jsou vyprávěna formou kramářské písně. Fridrich zemřel v roce 1610 zejména kvůli svému extravagantnímu životnímu stylu v Heidelbergu.

## Užívání
Píseň se nachází ve zpěvníku německého studentského spolku Markomannia. Dnes je píseň hrána především lidovými soubory spojenými s německou pivní kulturou a je spojena v uzemími Německa kde se používá falcký dialekt němčiny. V bývalém falckém městě Eberbach v Bádensku-Württembersku je píseň považována za místní hymnu.

## Text
| Slova Wütend wälzt sich einst im Bette Kurfürst Friedrich von der Pfalz; Gegen alle Etikette Brüllte er aus vollem Hals: Wie kam gestern ich ins Nest? Bin scheint's wieder voll gewest! Wie kam gestern ich ins Nest? Bin scheint's wieder voll gewest! Na, ein wenig schief geladen, Grinste drauf der Kammermohr, Selbst von Mainz des Bischofs Gnaden Kamen mir benebelt vor, War halt doch ein schönes Fest: Alles wieder voll gewest! So? Du findest das zum Lachen? Sklavenseele, lache nur! Künftig werd ich's anders machen, Hassan, höre meinen Schwur: ’s letzte Mal, bei Tod und Pest, War es, daß ich voll gewest! Will ein christlich Leben führen, Ganz mich der Beschauung weihn; Um mein Tun zu kontrollieren, Trag ich's in mein Tagbuch ein, Und ich hoff, daß ihr nicht lest, Daß ich wieder voll gewest! Als der Kurfürst kam zu sterben, Machte er sein Testament, Und es fanden seine Erben Auch ein Buch in Pergament. Drinnen stand auf jeder Seit: Seid vernünftig, liebe Leut, Dieses geb ich zu Attest: Heute wieder voll gewest. Hieraus mag nun jeder sehen, Was ein guter Vorsatz nützt, Und wozu auch widerstehen, Wenn der volle Becher blitzt? Drum stoßt an! Probatum est: Heute wieder voll gewest! | Překlad V běsu vyvalí se ze své lóže na oběd, kurfiřt Fridrich Rýnské Falce, proti pravidel všech etiket. Poté zařve z plných plic: Jak jsem se včera dostal do svých lóží zase? Musel jsem se zchlastat jako prase! Jak jsem se včera dostal do svých lóží zase? Musel jsem se zchlastat jako prase! Nu, milost měla dobře naloženo, ušklíbl se komorník, dokonce i biskup z Mohuče, měl zamlženo už zase. Nakonec to byl pěkný večírek, nameteno má jako andílek! Tak? To ti případá vtipné? Směj se, otrocká duše, jen se směj! Neudělám to příště zase, mám svou odvahu. Hassane, slyš mou přísahu: Zda-li zemřu smrtí morem, bylo to tím, že jsem byl chlastu hoden? chci teď vést život křesťanský, věnuji se rozjímání zcela; Abych příště řídil své vinny a nečinil jako pes pohanský, zapíšu si do deníku, všechno, a zase. A doufám, že v něm nečteš, že jsem se zas musel zchlastat jako prase! Když kurfiřtovi nadešel čas zemřít, učinil svou poslední vůli, do této knihy v pergamenu, která našla jeho dědice milé, kde bylo na každé straně napsáno: Buďte rozumní, drazí lidé, a mějte na paměti i v tomto čase: že jsem se občas musel zchlastat jako prase! Z toho teď každý vidí, že vyplývá jaké dobro předsevzetí vydá. A proč se bránit, když plný pohár blýská zase? Takže na zdraví, na mou počest! Probatum est: že jsem se občas musel zchlastat jako prase! |